# Последнее желание (книга)
«Последнее желание» (пол. Ostatnie życzenie) — сборник рассказов писателя Анджея Сапковского в жанре фэнтези, объединённых общим персонажем — ведьмаком Геральтом из Ривии. Это первое произведение из цикла «Ведьмак» как по хронологии, так и по времени написания. От первого издания в виде книги «Ведьмак» «Последнее желание» отличается связующей серией интерлюдий «Глас рассудка» и наличием рассказов «Последнее желание» и «Край света».

## Рассказы, вошедшие в книгу
- Ведьмак (Wiedźmin, 1986)

Первый рассказ. Небольшое произведение, написанное для конкурса, стало началом «Саги о Ведьмаке и Ведьмачке». Сюжет рассказа обыгрывает польскую народную сказку «Королевна-упырь». Профессиональный истребитель чудовищ — ведьмак Геральт прибывает в Вызиму, столицу королевства Темерии, где завелась упырица, стрыга. Это дочь короля Фольтеста и его родной сестры Адды. Король жаждет расколдовать свою дочь, обещая хорошую награду. Геральт берётся за эту работу. Для победы ему нужно лишить упырицу возможности заночевать в саркофаге.
В процессе выясняется, что принцессу проклял Острит, один из придворных, который был влюблён в Адду и ревновал её к Фольтесту. Он тщетно пытается подкупить ведьмака, чтобы тот оставил всё как есть, ведьмак отказывается. Затем предатель нападает на Геральта, чтобы тот не расколдовал упырицу — поэтому Геральт использует его в качестве приманки для упырицы, которая убивает вельможу. Ведьмак побеждает стрыгу и сам забирается в саркофаг, проводит там ночь и наутро видит расколдованную девочку, однако при проверке та успевает полоснуть его когтями по шее. Геральт успевает остановить кровотечение, девочка остаётся в нормальном состоянии.
- Крупица истины (Ziarno prawdy, 1989)

Рассказ обыгрывает сказку «Красавица и чудовище». Геральт, путешествуя по миру в поисках работы, находит растерзанных путников. В особняке поблизости он встречает чудовище, человека с медвежьей головой по имени Нивеллен. Он был главарём разбойничьей шайки и после ограбления храма Львиноголового паука был проклят служительницей храма и превратился в чудовище. Все его приближённые разбежались. У него было много романов с купеческими дочками, но сейчас он находится в связи с таинственной девушкой по имени Вереена. Геральт собирается было уезжать, но потом понимает, что Вереена и есть вампирша (брукса), растерзавшая путников. Геральт с помощью Нивеллена побеждает злодейку. После её смерти к Нивеллену возвращается человеческий облик.
- Меньшее зло (Mniejsze zło, 1990)

Рассказ обыгрывает сказку «Белоснежка». «Белоснежка» — княжна Ренфри, после многочисленных покушений на свою жизнь со стороны мачехи Аридеи и последующих мытарств, стала известной и очень опасной разбойницей по кличке Сорокопутка. Целью её жизни стала месть мачехе и её помощнику, чародею Стрегобору. Геральт встречается с чародеем, укрывшимся от преследований Ренфри в неприступной башне в небольшом городке Блавикен. Стрегобор рассказывает Геральту легенду о проклятии Чёрного Солнца, вследствие которого в царских семьях рождаются девочки-мутанты с чудовищно извращённой психикой — одной из них и является, по его словам, бывшая княжна. Стрегобор просит Геральта убить Ренфри, но тот отказывается, мотивируя это тем, что не желает выбирать из двух зол меньшее, и уходит.
В свою очередь, Ренфри находит ведьмака, и тот выслушивает и её версию событий; попутно они ведут философскую беседу, размышляя, кто же они оба такие — монстры или жертвы обстоятельств? — приходя к выводу, что ответа не знает никто, и они просто «те, кто они есть». Ренфри уговаривает ведьмака не вмешиваться в предстоящую борьбу со Стрегобором. Утром, в разговоре с городским старостой, Геральт догадывается, что Ренфри и её шайка собираются повторить «Тридамский ультиматум» — взять людей, прибывших на ярмарку, в заложники, чтобы вынудить чародея выйти из башни. Он решает выбрать «меньшее зло» — приходит на рынок и убивает всех пособников Ренфри, после чего появляется она сама и заявляет, что никакой резни и не было бы — Стрегобор высмеял её, отказавшись выходить из башни, даже если она перебьёт весь город и окрестные деревни. Поскольку они «те, кто они есть» — Ренфри и Геральт вступают в поединок, ведьмак смертельно ранит её. Рыночная площадь к этому моменту уже заполнена народом, в ужасе (Стрегобор: «Эти люди ничего не знают, не понимают, они видели только, как ты убиваешь. А ты убиваешь отвратительно.») взирающим на сцену бойни; Геральта с позором изгоняют из города, Стрегобор также уходит — ему уже ничего не угрожает, а ведьмак запрещает ему вскрыть труп Ренфри. Правда остаётся неизвестной — тот, кому она действительно нужна, не хочет её знать. После этих событий Геральта прозвали «Мясником из Блавикена».
- Вопрос цены (Kwestia ceny, 1990)

Ключевой для дальнейшего развития сюжета рассказ. История начинается в Цинтре, где королева Калантэ просит ведьмака помочь избежать Предназначения. Однажды во время охоты её муж король Рёгнер упал с лошади в овраг и сломал ногу. От смерти его спас бродячий рыцарь. В благодарность за спасение король был готов дать спасителю всё, что тот пожелает. Спаситель воспользовался Правом Неожиданности и потребовал от короля отдать ему то, что ждёт его дома, но о чём он не знает. Этой неожиданностью оказалась новорожденная дочь короля — Паветта. Через пятнадцать лет после этого случая, уже после смерти короля, Паветта должна обручиться. Королева приглашает ведьмака на обручальный пир, чтобы он при необходимости устранил возможное препятствие её плану (она хочет отдать дочь за Краха ан Крайта из Скеллиге, чтобы заключить династический союз). Геральт знает, что избежать Предназначения невозможно, но Калантэ в этой истории видит только один вопрос — вопрос цены.
Человек, которому была предназначена Паветта, оказывается заколдованным странствующим рыцарем по имени Йож из Эрленвальда, также известным как Дани. С полуночи до рассвета он находится в обычном человеческом облике, а после рассвета принимает облик монстра с ежиной головой. Ведьмак, вместо того чтобы убить его, спасает Дани и заставляет королеву исполнить клятву своего покойного мужа, тем самым сняв заклятие с Дани.
Дани, чувствуя себя должником ведьмака, обязуется выплатить ему долг. Ведьмак берёт с Дани ту же клятву, что когда-то взял Дани с короля Рёгнера. Только после этого Дани узнает, что Паветта беременна от него — Предназначением снова оказывается ребёнок. Обыгрывается сюжет многих сказок, одна из которых («Ганс-мой ёжик» братьев Гримм) послужила для создания образа Йожа — полуёж-получеловек.
- Край света (Kraniec świata, 1990)

В этом рассказе впервые появляется один из главных персонажей Саги — трубадур Лютик. Геральт и Лютик отправляются на Край Света — в Долину Цветов, Дол Блатанна. Когда-то здесь жили эльфы, но пришли люди и прогнали их в горы. Но эльфы не собираются сдаваться так просто. Они нанимают рогатого «дьявола» по имени Торкве, который шпионит за людьми, воруя у них образцы овощей и учась сельскому хозяйству. Жители деревни нанимают Геральта, чтобы он прогнал "дьявола", но не убивал. Появившиеся эльфы связывают двоих друзей и собираются убить их, но явившаяся владычица Долины Дана Меабдх, укрывавшаяся под личиной местной крестьянки, велит отпустить героев. На прощание эльфийка Торувьель дарит Лютику лютню вместо его лютни, которую она разбила о дерево. За основу взяты разные сказки про черта, одна из которых — «Беглый солдат и черт» (в обработке Афанасьева). Иронически обыграны элементы сюжета со свинцовыми орехами, книгой, состязаниями.
- Последнее желание (Ostatnie życzenie, 1993)

Геральт и Лютик ловят сома, но из-за «усердия» Лютика (уже начавшего строить планы приготовления рыбы) «левиафан» разрывает бечевку одного из удилищ и уплывает.
На второй бечевке, однако, оказывается таинственный сосуд. Воодушевлённый Лютик открывает бутылку, но появившийся оттуда джинн не выполняет его желаний и хватает поэта за горло. Геральт произносит заклинание («экзорцизм»), которому его научила одна знакомая жрица, и джинн улетает. Геральт отвозит раненого Лютика в город Ринде, но стражники не пускают их после захода солнца. Утром Геральт обращается за помощью к чародейке Йеннифэр из Венгерберга. Йеннифэр исцеляет Лютика, но взамен требует печать от бутылки. Она овладевает волей ведьмака и посылает его в невменяемом состоянии в город. Геральт приходит в себя уже в тюрьме. Оказывается, он избил ломбардщика и выпорол прилюдно аптекаря Лавроносика — городских заправил, требующих изгнания чародейки. Ключник, подкупленный Лавроносиком, избивает Геральта, тот со злости желает, чтобы негодяй лопнул, и ключник в буквальном смысле лопается.
Ипат вызывает Геральта к себе, присутствующий богослужитель Крепп рассказывает о «гениях» (джиннах), заселяющих измерения Воды, Земли, Огня и Воздуха, людям недоступные. Йеннифэр пытается завладеть джинном, так как это даст колоссальную мощь. Но для этого ей нужно, чтобы джинн выполнил все желания предыдущего владельца. Лютик появляется через портал, принеся сообщение от чародейки. К ужасу ипата, джинн вступает в бой с Йеннифэр. Геральт просит Креппа отправить его через портал к Йеннифэр, изнемогающей в борьбе с джинном. Геральт затаскивает её в портал, чтобы спасти. Он догадался, что на самом деле джинн выполнял его желания: второе было, чтобы стражник лопнул, а первым был его «экзорцизм», переводящийся как «Топай отсюда и оттрахай себя сам». Геральт произносит третье желание, чтобы его судьба была связана с судьбой Йеннифэр.
- Глас рассудка (Głos rozsądku, 1993)

Повествование, разбитое на интерлюдии перед каждым рассказом. События происходят сразу после событий рассказа «Ведьмак», раненый в схватке со стрыгой Геральт попадает в храм богини Мелитэле к матери Нэннеке. Та излечивает его. Ведьмака навещает Лютик, уже успевший побывать в Вызиме и узнать о тамошних приключениях Геральта. Они вспоминают обстоятельства своего знакомства.

## История написания
Анджей Сапковский, автор «Ведьмака», был страстным любителем литературы жанра фэнтези, в частности, ему нравились «Хроники Амбера» Роджера Желязны. Сын Анджея, Кшиштоф, рассказал ему о конкурсе, который проводил польский литературный журнал Fantastyka, и предложил своему отцу написать для него рассказ. В итоге Сапковский заключил с сыном пари, что его рассказ получит премию. Сложность у Сапковского вызвало то, что максимальный объём для рассказа, выделенный журналом, составил только 30 страниц — как пошутил сам Сапковский, «Любовные письма я и то длиннее пишу. Вы даже представить себе не можете, как популярен я был, каким успехом я пользовался. Уж поверьте — слова они любят. И уложиться в эти 30 страниц мне было очень сложно». Автор счёл, что история по стандартным фэнтезийным лекалам не впечатлит читателей, поэтому он решил пойти другим путём: переосмыслить сказочный сюжет, сделав его более приближенным к реализму. В качестве примера Сапковский привёл сказку, в которой нищий сапожник победил дракона, скормив ему ягнёнка, набитого серой, в результате чего дракону резко захотелось пить, и он выпил настолько много воды в речке, что попросту лопнул. По мнению Сапковского, подобные сюжеты неправдоподобны — сапожник может только изготавливать сапоги, но не убивать чудовищ. Отверг Сапковский и воинов, сочтя их дураками, и священников, решив, что им нужна исключительно личная выгода. Отсюда Сапковский сделал вывод, что чудовищ должен убивать не обычный человек, а специально обученный профессионал. Таким образом и был придуман образ ведьмака. В сюжете рассказа «Ведьмак» прослеживаются параллели со «Спящей красавицей» и с «Вием» Гоголя, а также польской народной сказки «Королевна-упырь», таким образом, переосмысление сказок впоследствии стало своеобразной «визитной карточкой» саги о ведьмаке.
По воспоминаниям Сапковского, в Польше того времени не воспринимали всерьёз фэнтезийный жанр литературы, считая его рассчитанным на «тупых детишек», поэтому, как предположил автор, жюри журнала Fantastyka, хотя и оценила качество рассказа «Ведьмак», дала ему только третье место исключительно по этой причине. Читатели, однако, восприняли рассказ намного лучше и сразу же начали просить продолжение, чего сам Сапковский никоим образом не ожидал. В результате писатель начал работу над следующим рассказом.

## Отзывы и критика
Журнал «Мир фантастики» написал положительную рецензию на книгу, отметив, что персонажи и сюжетные моменты серьёзно проработаны, реалистичны и имеют двойное дно, а также похвалив «яркий, живой, полный язвительной иронии» язык, которым написан сборник рассказов. Портал Fantasy Book Review высказал подобный отзыв, и, кроме того, высказал предположение, что книги целых два десятка лет ждали перевода на английский из-за того, что книги могли быть попросту непоняты на Западе в силу культурных различий между англоязычными странами и Восточной Европой, в итоге оценив книгу на 8 баллов из 10.